# Île Igitkin
L’île Igitkin est une île inhabitée des îles Andreanof de l'archipel des îles Aléoutiennes.
Longue de 10,8 km et à peine au-dessus du niveau de la mer, l'île est située entre les îles Adak et Atka à 4,8 km au sud-est de l'île Great Sitkin. Igitkin est séparée en deux parties égales par un isthme d'environ 1 km de large.
L'île a été identifiée sous son nom aleute Egilka pour la première fois dans les relevés de marine par Joseph Billings en 1790.